# Pădurea Națională Bridger–Teton
Pădurea Națională Bridger–Teton este situată în vestul statului Wyoming (Statele Unite ale Americii). Pădurea are o suprafață de 3,4 milioane de acri (14.000 km²), fiind a treia ca mărime dintre pădurile naționale din afara Alaskăi. Se întinde de la Parcul Național Yellowstone, de-a lungul graniței de est a Parcului Național Grand Teton, și urcă apoi pe versantul vestic al Continental Divide până la capătul sudic al lanțului muntos Wind River Range. De asemenea, se extinde spre sud, cuprinzând munții Salt River Range și Wyoming Range, lângă granița cu Idaho.

## Geografie
În Pădurea Națională Bridger–Teton se află ariile naturale sălbatice Gros Ventre, Bridger și Teton, care acoperă 1,2 milioane de acri (4.900 km²). Alte puncte de interes din zonă includ Vârful Gannett, culminând la 4.207 metri, cel mai înalt munte din Wyoming, și alunecarea de teren Gros Ventre, una dintre cele mai mari alunecări de teren vizibile din lume. Pădurea face parte din ecosistemul Yellowstone, care se întinde pe o suprafață vastă de 20 de milioane de acri (81.000 km²).

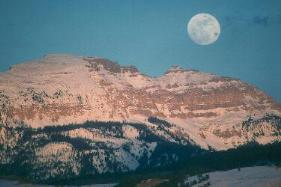
Răsărit de lună peste Sleeping Indian Peak, Pădurea Națională Bridger–Teton

Deși Vârful Gannett este cel mai înalt punct culminant din pădure, alți 40 de munți cu nume depășesc 3.660 de metri. Altitudinile mari și precipitațiile abundente sub formă de zăpadă, care depășesc 15 metri în anumite zone, asigură un flux constant de apă pentru pâraie și râuri. De asemenea, 1.500 de lacuri contribuie la alimentarea râurilor Yellowstone, Snake și Green, ale căror izvoare se află în pădure. Șapte dintre cei mai mari ghețari din afara Alaskăi se află în interiorul limitelor pădurii.
Drumurile naționale US Route 26 și US Route 287 traversează Diviziunea Continentală la Togwotee Pass⁠(d), străbat pădurea dinspre nord, iar drumurile naționale US Highway 89 și 191 oferă acces la pădure dinspre Jackson, Wyoming și din sudul pădurii.

## Ecologie
Speciile principale de arbori includ pinul cortului, molidul Engelmann, bradul Douglas, bradul subalpin, aspenul⁠(d) și pinul alb. Salciile, ierburile și pelinul se găsesc la altitudini mai joase, în timp ce deasupra limitei pădurii sunt frecvente pajiștile alpine. Speciile amenințate și pe cale de dispariție din interiorul pădurii includ ursul grizzly, lupul cenușiu, dihorul cu picioare negre⁠(d) și șoimul călător. Majoritatea mamiferelor care existau în regiune înainte de colonizarea europeană pot fi încă găsite aici. Elanul, cerbul, muflonul, bizonul, coiotul, marmota, antilopa și puma sunt doar câteva dintre cele 75 de specii de mamifere cunoscute care există în pădure. De asemenea, aici se găsesc și patru subspecii de păstrăv tăiat,⁠(d) inclusiv păstrăvul tăiat din râul Snake⁠(d). Au fost observate 355 de specii de păsări, printre care vulturi de mare cu cap alb, lebede, cocori și șoimi.

## Recreere

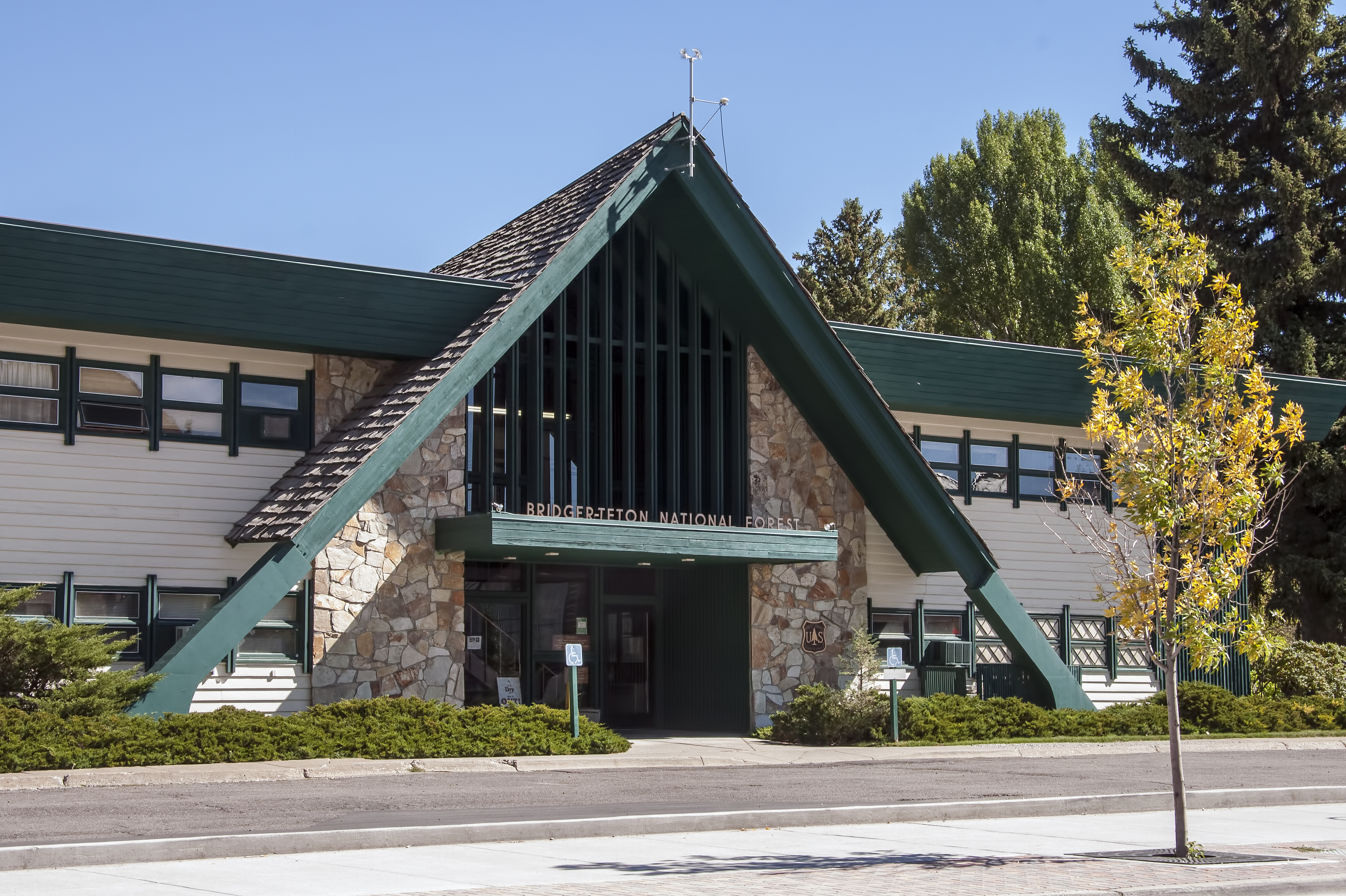
Sediul administrativ al Pădurii Naționale Bridger-Teton din Jackson, Wyoming

Peste 3.200 de kilometri de trasee de drumeții străbat pădurea, oferind acces la zone sălbatice și conectându-se cu traseele din Parcul Național Yellowstone. Există zeci de locuri de campare accesibile cu vehiculul, dotate cu mese de picnic și spații pentru campare, precum și spațiu pentru vehicule de agrement, în anumite condiții. Temperaturile noaptea pot scădea sub 0°C în orice perioadă a anului, iar țânțarii sunt o prezență obișnuită la sfârșitul primăverii și începutul verii. Temperaturile medii maxime de vară variază între 21 și 26°C (70-79°F), iar minimele de iarnă pot scădea sub -46°C (-50°F).

## Administrare
Pădurea Națională Bridger-Teton a rezultat din fuziunea administrativă a Pădurilor Naționale Bridger și Teton în anul 1973. Anterior, Pădurea Națională Bridger absorbise Pădurea Națională Wyoming în 1923. La rândul său, Pădurea Națională Wyoming a fost creată în 1904 ca Rezervația Forestieră Yellowstone, fiind redenumită în 1908. De asemenea, a fost creată Rezervația Forestieră Teton, care ulterior a devenit Pădurea Națională Teton.
Birourile districtuale ale rangerilor se află în Pinedale⁠(d), Kemmerer⁠(d), Big Piney⁠(d), Moran⁠(d), Afton⁠(d) și Jackson. Sediul pădurii este situat în Jackson. Ca suprafață de teren, pădurea se întinde pe teritoriul comitatelor Sublette, Teton, Lincoln, Park și Fremont, în ordinea descrescătoare a suprafeței.

## Pericole
Întâlnirea cu urșii este o problemă în Wind River Range. Alte pericole includ insectele, incendiile de vegetație, condițiile nefavorabile cauzate de zăpadă și temperaturile scăzute noaptea.
De notat este că s-au produs incidente semnificative, inclusiv decese accidentale, din cauza căderilor de pe stânci abrupte (un singur pas greșit poate fi fatal pe acest teren de clasa 4/5) și din cauza căderilor de pietre, pe parcursul anilor, printre care în 1993, 2007 (implicând un lider NOLS experimentat), 2015 și 2018. Alte incidente includ un drumeț grav rănit, transportat cu elicopterul lângă SquareTop Mountain în 2005, și un incident mortal de drumeție (din cauza unei căderi accidentale aparente) în 2006, care a necesitat o operațiune de căutare și salvare de amploare la nivel de stat. Serviciul Forestier al SUA nu furnizează statistici actualizate agregate cu privire la numărul oficial de decese din Wind River Range.

## Galerie

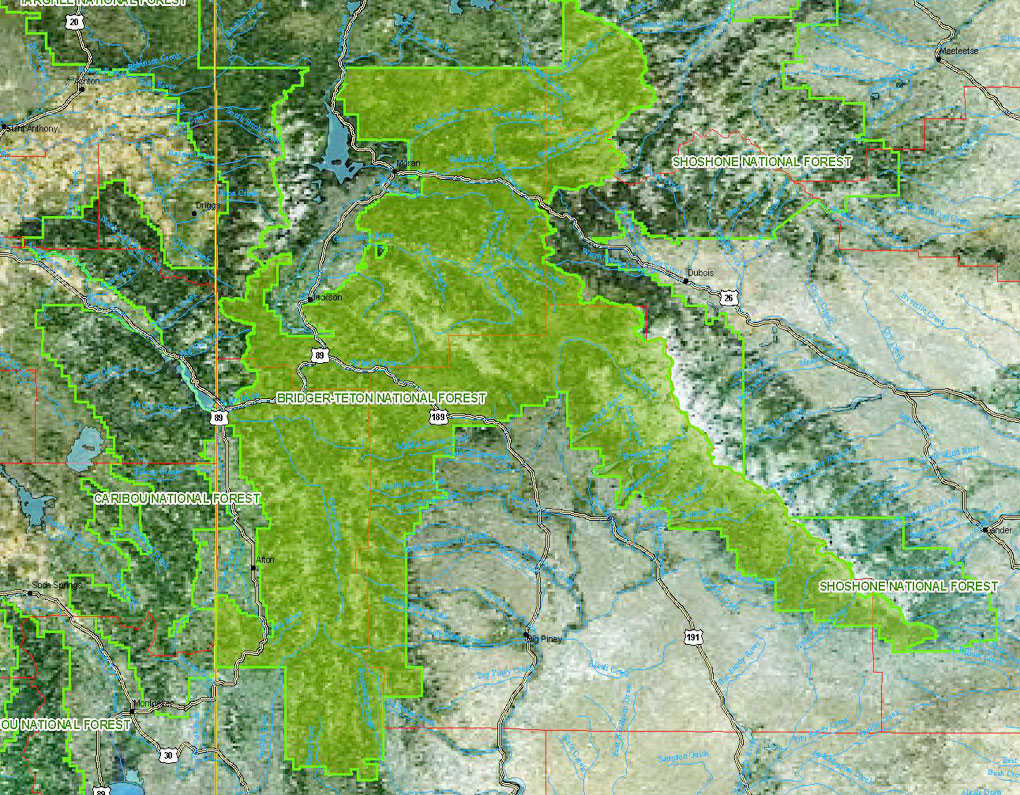
Harta Pădurii Naționale Bridger–Teton
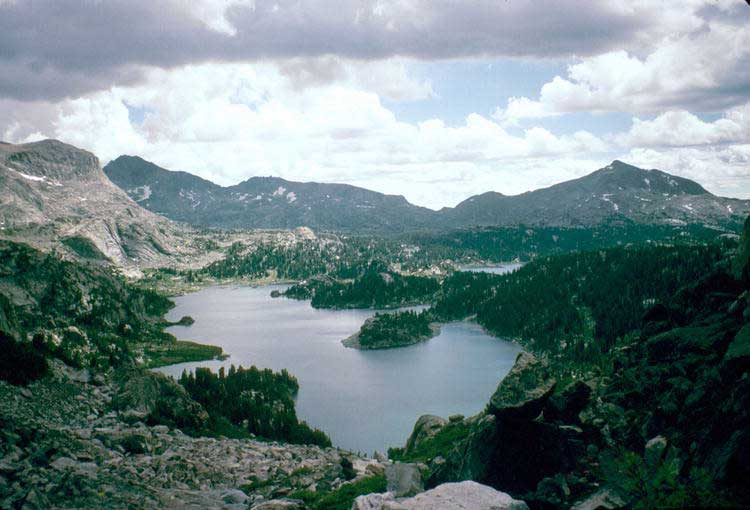
Lacul Cook
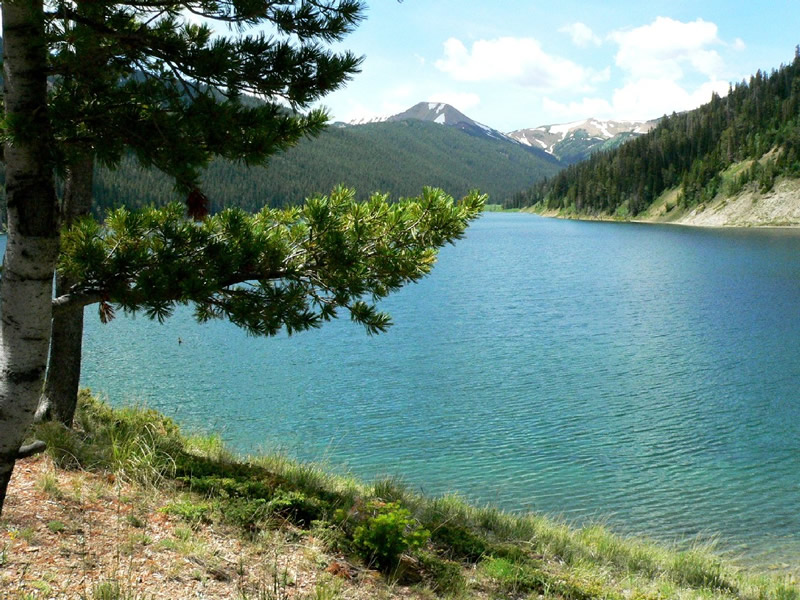
Lacul Middle Piney
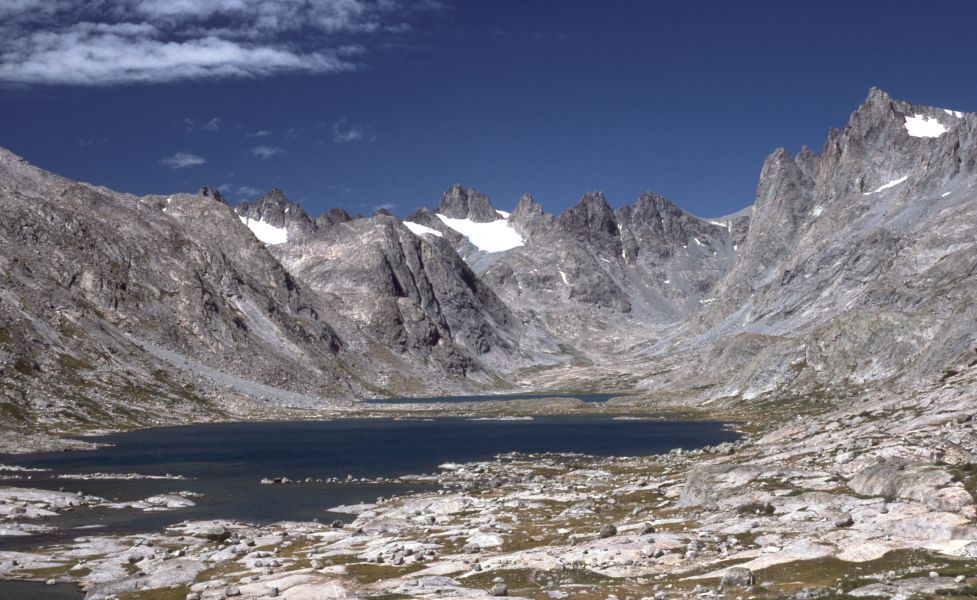
Lacurile Titcomb
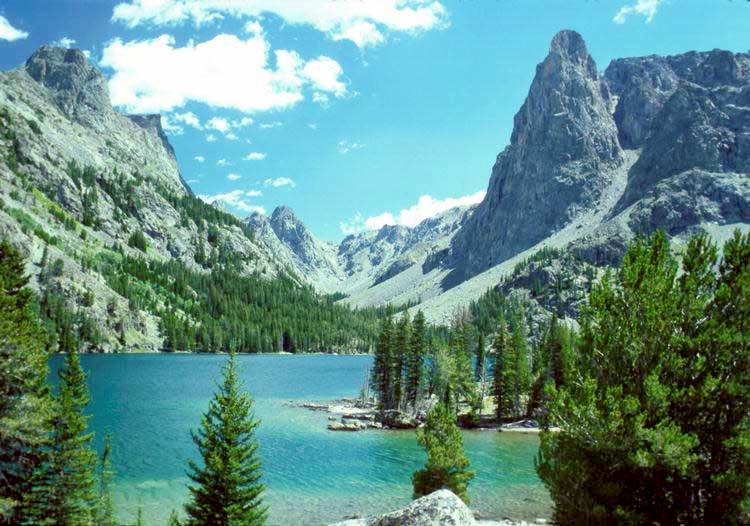
Lacul Slide